# Vacío (sentimiento)
El vacío, como condición humana emocional, es el sentimiento generalizado de apatía, aburrimiento y alienación social, acompañado frecuentemente de distimia, depresión, anhedonia, desesperanza, sentimiento agudo de soledad o desórdenes emocionales relacionados.
El sentimiento de vacío forma también parte del proceso natural de la pena, como resultado de la desaparición de un ser querido o algún cambio significativo. Además, el significado concreto de vacío varía mucho en el contexto de las diferentes tradiciones culturales en que se ubique.

## Antropología y sentimiento positivo en la cultura oriental
Mientras que para la cultura occidental el sentimiento de vacío está ligado a emociones, tales como la ansiedad o la depresión; en algunas filosofías orientales como el budismo y el taoísmo, el vacío verdadero que no está ligado a las emociones (conocido como Śūnyatā en el budismo), aparece como un estado superior de realización el cual es un medio o camino que nos permite llegar a alcanzar la iluminación espiritual. 
En las religiones y filosofías orientales, al ser un estado de vacío verdadero (al no estar ligado a las emociones), no tiene el mismo sentido que en la cultura occidental; ya que de esta forma se trata de un estado superior del ser humano, y no de un estado emocional que provoca malestar a través de los sentimientos negativos.

## Sociología, filosofía y psicología de la cultura occidental
En filosofía política, el vacío se asocia con el nihilismo. El crítico literario Georg Lukács por ejemplo, argumenta contra el vacío espiritual y la inadecuación moral del capitalismo.
El concepto de vacío fue importante en un cierto tipo de filosofía existencialista y algunas formas del movimiento Muerte de Dios, movimiento filosófico que da voz al sentido de alienación que proviene del reconocimiento del ser humano de su soledad en un universo que le es indiferente.
En culturas donde el sentido de vacío se ve como algo negativo se asocia con la depresión y se proponen tratamientos relacionados con la psicoterapia, la terapia de grupo y las mascotas y terapias relacionadas con animales. También pueden ser de utilidad otros métodos como la espiritualidad, la meditación, el voluntariado y la aproximación a la comunidad local mediante salidas, aficiones y contacto con la naturaleza para encontrar diversos intereses en la vida.

## Esoterismo y espiritualidad
En los círculos esotéricos y personas que están inmersas en ello, mencionan que el vacío emocional es un término referente a la "pérdida del alma" o como un "hueco" en el aura. Postulan que el vacío emocional se da en diversas situaciones traumáticas como puede ser un enorme susto o violencia sexual, trayendo consigo una pérdida de energía física, depresión, ansiedad, hambre, etc. Puesto que el subconsciente es la memoria del aura de la persona, está no le dejará tranquila hasta encarar el mismo recuerdo traumático, muchas veces bloqueado por la conciencia del individuo.
Max Heindel fue un ocultista de la orden de los Rosacruces, mencionó en su libro Concepto Rosacruz del Cosmos que el ser humano está constituidos por tres cuerpos principales: físico, astral y mental, donde el vacío como sentimiento se ubica en el astral pero físicamente muchas personas lo notan entre la altura de la boca del estómago y por encima del ombligo.